# فهرست سوابق و آمار باشگاه فوتبال بارسلونا

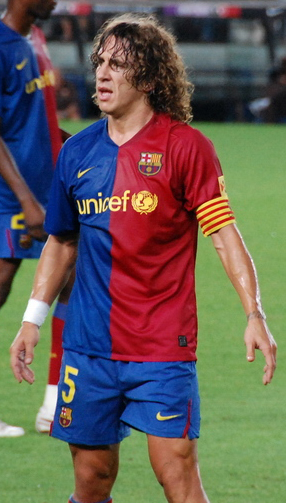
کارلس پویول، کاپیتان سابق باشگاه با ۵۹۳ بازی رسمی

باشگاه فوتبال بارسلونا، یک باشگاه حرفه‌ای اسپانیایی است که در شهر بارسلون قرار دارد. این تیم در سال ۱۸۹۹ میلادی تأسیس شد و اولین بازی خود را در ۱۹ می۱۹۰۲ میلادی تجربه کرد. بارسا هم‌اکنون در دسته اول لیگ اسپانیا (ملقب به لالیگا) بازی می‌کند و سال ۱۹۲۹ در این لیگ حضور دارد و یکی از ۳ تیمی است که تاکنون هیچ‌گاه به لیگ‌های پایین‌تر سقوط نکرده‌است. ۲ تیم دیگر، رئال مادرید و اتلتیکو بیلبائو هستند. این باشگاه دومین باشگاه پرافتخار تاریخ اسپانیا است. آن‌ها همچنین تقریباً در تمام سال‌ها در رقابت‌های اروپایی بودند. اولین حضور آنها در سال ۱۹۵۵ رخ داد و به جز سال‌های ۷۸–۱۹۹۷ و ۹۷–۱۹۹۶ در بقیه جام‌های اروپایی حاضر بوده‌اند. . همچنین توانستند ۵ قهرمانی در لیگ قهرمانان اروپا به دست آوردند.

## بازیکنان به ترتیب تعداد مسابقات شرکت کرده
| رتبه | ملیت     | نام           | تعداد بازی |
| ---- | -------- | ------------- | ---------- |
| ۱    | آرژانتین | لیونل مسی     | ۷۷۸        |
| ۲    | اسپانیا  | ژاوی هرناندز  | ۷۶۷        |
| ۳    | اسپانیا  | آندرس اینیستا | ۶۷۴        |
| ۴    | اسپانیا  | جرارد پیکه    | ۵۹۴        |
| ۵    | اسپانیا  | کارلس پویول   | ۵۹۳        |

## گران‌ترین فروش‌های تاریخ بارسلونا
| ترتیب | ملیت   | نام          | مبلغ فروش (میلیون یورو) | به باشگاه   |
| ----- | ------ | ------------ | ----------------------- | ----------- |
| ۱     | برزیل  | نیمار        | ۲۲۲                     | پاریسن ژرمن |
| ۲     | برزیل  | آرتور        | ۷۲                      | یوونتوس     |
| ۳     | پرتغال | لوئیس فیگو   | ۶۲                      | رئال مادرید |
| ۴     | شیلی   | الکسیس سانچز | ۴۲/۵                    | آرسنال      |
| ۵     | برزیل  | پائولینیو    | ۴۲                      | کورینتیانس  |

## گران‌ترین خریدهای تاریخ بارسلونا
| ترتیب | ملیت    | نام            | هزینه خرید (میلیون یورو) | از باشگاه       |
| ----- | ------- | -------------- | ------------------------ | --------------- |
| ۱     | فرانسه  | عثمان دمبله    | ۱۲۰                      | بروسیا دورتموند |
| ۲     | برزیل   | فیلیپه کوتینیو | ۱۲۰                      | لیورپول         |
| ۳     | فرانسه  | آنتوان گریزمن  | ۱۰۵                      | اتلتیکو مادرید  |
| ۴     | برزیل   | نیمار          | ۸۸/۲                     | سانتوس          |
| ۵     | اروگوئه | لوییس سوارز    | ۸۲/۳                     | لیورپول         |

## بازیکنان به ترتیب تعداد گل‌ها
- بیشترین گل زده در تمام مسابقات: ۶۷۲ - لیونل مسی
- بیشترین گل در یک فصل لالیگا: ۳۵ - لیونل مسی
- بیشترین گل زده در لالیگا: ۴۷۴ - لیونل مسی
- بیشترین گل زده در یک فصل: ۹۱ - لیونل مسی
- بیشترین گل زده در ال کلاسیکو: ۲۶- لیونل مسی
- بیشترین گل زده در یک بازی: ۷ - لاسلو کوبالا
- بیشترین گل زده در یک فصل لیگ قهرمانان اروپا: ۱۴ - لیونل مسی، فصل ۱۲–۲۰۱۱
- بیشترین گل خانگی در لالیگا: ۳۵-لیونل مسی، فصل ۲۰۱۱–۱۲
- سریعترین هتریک: ۹ دقیقه- پدرو مقابل ختافه

## سوابق مربیان
- لوییز انریکه با ۳۹ بازی بدون شکست، رکورد دار بیشترین زمان شکست ناپذیری در باشگاه است.
- یوهان کرایف توانست به عنوان سرمربی چهار فصل متوالی باشگاه بارسلونا را قهرمان لالیگا کند.
- بیشترین جام برده در یک فصل مربیگری: ۶ جام توسط پپ گواردیولا.
- بیشترین جام برده در دوره مربیگری: ۱۴ جام توسط پپ گواردیولا.
- اولین مربی: جان بارو.[۱]
- بیشترین فصل به عنوان مربی: جک گرینول ۹ سال در دو مرتبه ۱۹۱۷ تا ۱۹۲۴ و ۱۹۳۱ تا ۱۹۳۳.
- بیشترین فصل متوالی به عنوان مربی: یوهان کرایف، مربیگری باشگاه به مدت هشت سال بین ۱۹۸۸ تا ۱۹۹۶.[۲]